# دارين دانيال
دارين دانيال (بالإنجليزية: Darren Daniel)‏ هو لاعب اتحاد الرغبي بريطاني، ولد في 13 سبتمبر 1986 في Burry Port ‏ في المملكة المتحدة.